# Złota kolekcja: Przygoda bez miłości
Złota kolekcja: Przygoda bez miłości – album kompilacyjny grupy muzycznej Test, wydany w 2000 roku nakładem wytwórni płytowej Pomaton EMI. Wydawnictwo pochodzi z serii albumów muzycznych Złota kolekcja.

## Lista utworów
Opracowano na podstawie materiału źródłowego.
1. „Przygoda bez miłości” – 2:35
2. „Gdy gaśnie w nas płomień” – 2:27
3. „Matylda” – 2:22
4. „Płyń pod prąd” – 3:14
5. „Śnij o mnie” – 3:11
6. „Sam sobie żeglarzem” – 3:38
7. „Wybij sobie z głowy” – 3:54
8. „Testament” – 4:47
9. „Świat jaki jest” – 4:13
10. „Żółw na Galapagos” – 3:33
11. „Licz na siebie sam” – 4:49
12. „Droga przez sen” – 3:50
13. „Po horyzontu kres” – 5:36
14. „Livin' In Sin” – 4:42
15. „Inna jest noc” – 3:18
16. „Zguba” – 3:13
17. „W pogoni dnia” – 4:33
18. „Nie bądź taka pewna siebie” – 3:13
19. „Smoke On The Water” – 5:38